# Erdmann-Michael Hinz
Erdmann-Michael Hinz (* 6. Juni 1933 in Kolberg; † 5. September 1950 in Halberstadt) war ein deutscher Bildhauer.

## Leben
Erdmann-Michael Hinz wurde 1933 in Kolberg geboren, wo sein Vater Paulus Hinz Pastor am Kolberger Dom war. Anfang 1945 erlebte er die zweiwöchige Belagerung der Stadt von der Sowjetarmee und den Tod eines älteren Bruders, der von einem Granatsplitter getroffen wurde. Nachdem Kolberg von den sowjetischen Truppen eingenommen worden war, floh die Familie und fand zunächst eine vorübergehende Unterkunft in Berlin und in Hermsdorf. Im Herbst 1946 erhielt sein Vater eine Anstellung in Halberstadt, weshalb die Familie dorthin übersiedelte.
Hinz nahm dort als Mitglied der evangelischen Jungen Gemeinde regen Anteil am Gemeindeleben. Schon während dieser Zeit schuf er Plastiken zu biblischen Themen, weshalb ihm sein Vater nach der Konfirmation erlaubte, eine bildhauerische Laufbahn einzuschlagen. Doch Hinz starb als 17-Jähriger im Jahr 1950. Er wurde von einem LKW überfahren.
Zu seinen Brüdern gehören Johann-Peter Hinz, Jörg-Tilmann Hinz und Christoph Hinz.